# 姜水晶
姜 水晶（カン・スジョン、朝鮮語: 강수정、1977年6月29日 - ）は、大韓民国の韓国放送公社 (KBS) 前 所属のアナウンサー。

## 学歴
- 1990年、ソウル大峙初等学校（朝鮮語版）卒業
- 1993年、駅三中学校（朝鮮語版）卒業
- 1996年、淑明女子高等学校（朝鮮語版）卒業
- 延世大学校 生活デザイン学科 学科 (1998学番)

## 経歴
- 2002年 28期 KBS 公開採用のアナウンサー (KBS釜山放送総局 地域の勤務)

## 担当番組

### テレビ
- ヌガヌガ チャラナ（2009年 - 2011年、KBS 2TV）